# Station Sannomiya

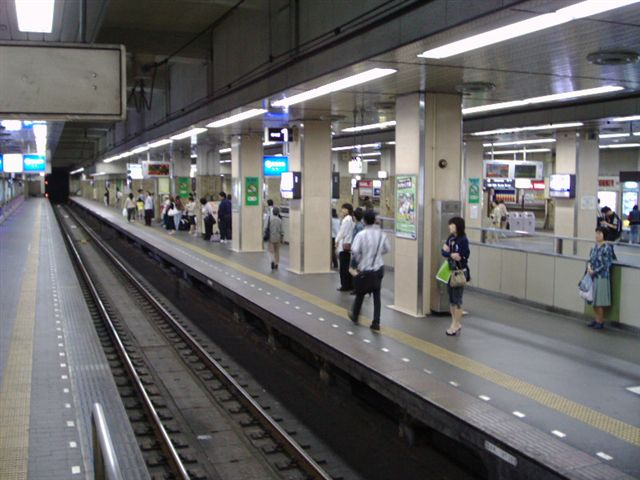
Hanshin Sannomiya

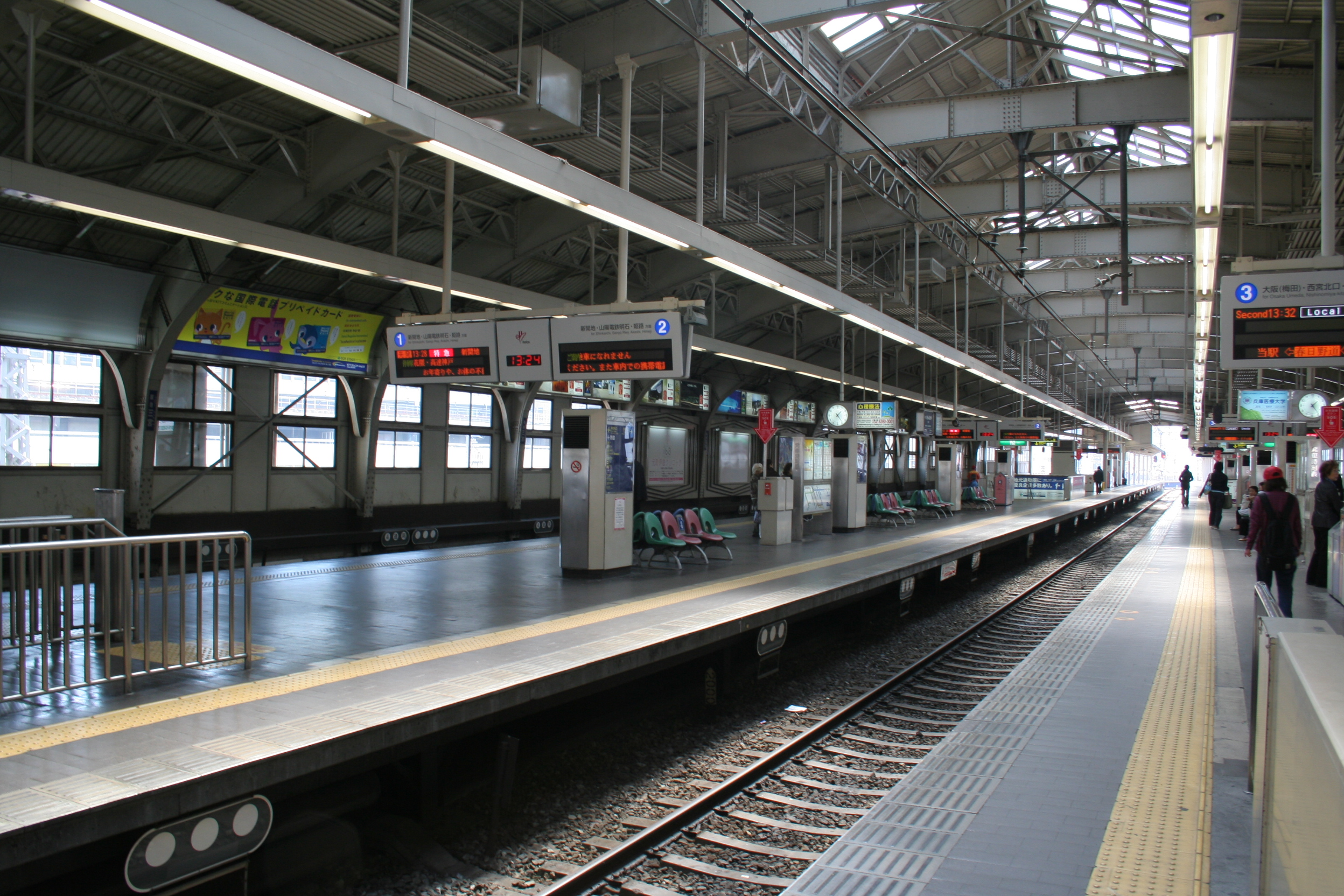
Hankyu Sannomiya

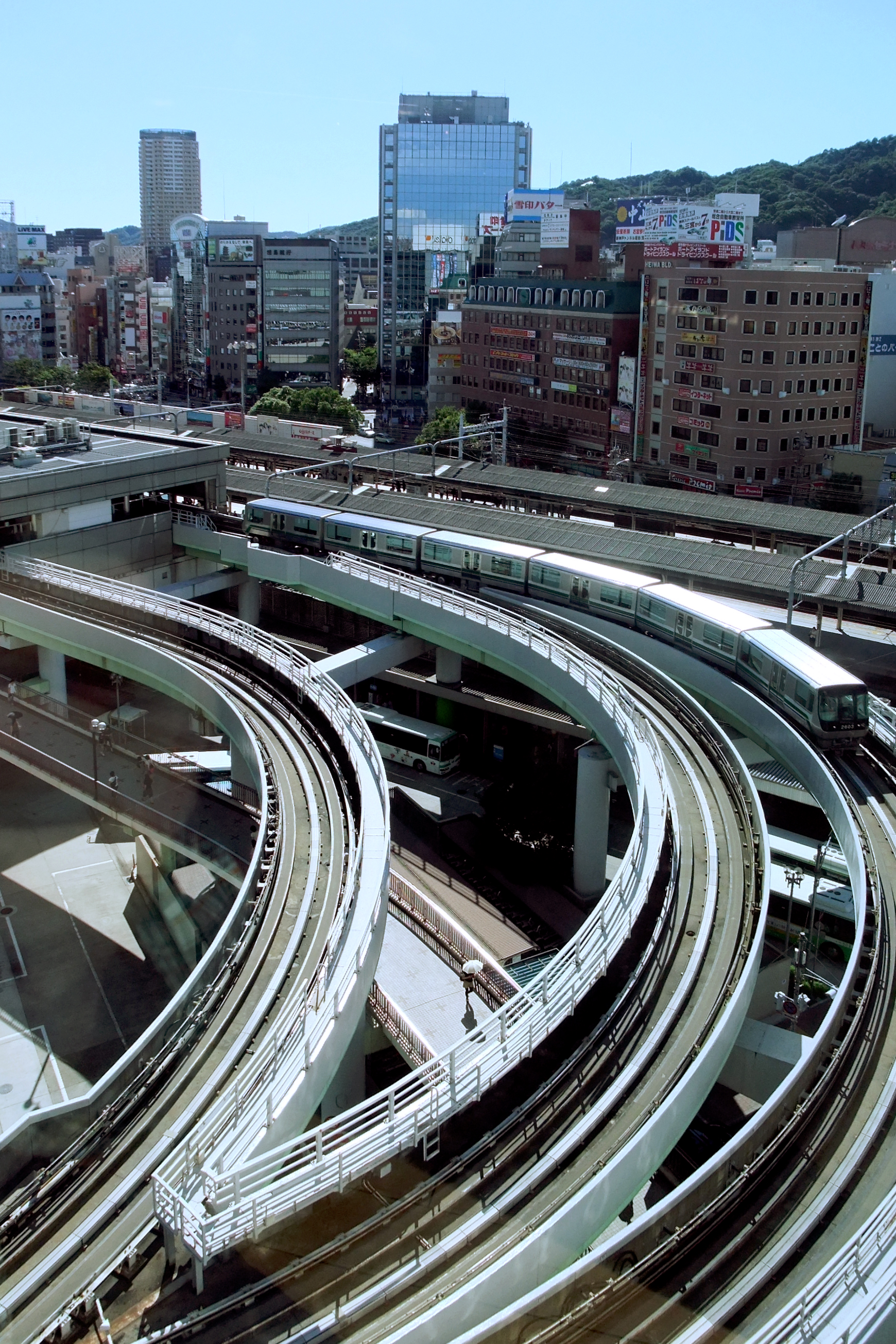
Port Liner Sannomiya

 Station Sannomiya  (三ノ宮駅 (JR) of 三宮駅 (andere maatschappijen) Sannomiya-eki) is een station in het centrum van Kobe. Dit station is het belangrijkste van Kobe. Alle treinen, behalve de Shinkansen, stoppen hier. De Shinkansen stopt in het Station Shin-Kobe.

## Lijnen
- JR West: Tokaido-lijn/JR Kobe-lijn
- Hankyu Railway: Hankyu Kobe-lijn
- Hanshin Electric Railway: Hanshin-lijn
- Metro van Kobe: Seishin-Yamate-lijn (S03)
- Kobe New Transit: Port-Liner (P01)

Het metrostation  Sannomiya Hanadokeimae van de Kaigan-lijn (K01) en het Station Hanshin Sannomiya bevinden zich net naast het hoofdgebouw van het JR station.

## Aangrenzende stations
| JR Kobe-lijn        | Motomachi         | Sannomiya                    | Nada                          |
| Hankyu Kobe-lijn    | Hanakuma (HK-17)  | Kobe-Sannomiya (HK-16)       | Kasuganomichi (HK-15)         |
| Hanshin-lijn        | Motomachi (HS 33) | Kobe-Sannomiya (HS 32)       | Kasuganomichi (HS 31)         |
| Seishin-Yamate-lijn | Kenchomae (S04)   | Sannomiya (S03)              | Shin-Kobe (S02)               |
| Kaigan -lijn        |                   | Sannomiya-Hanadokeimae (K01) | Kyukyoryuchi-Daimarumae (K02) |
| Port -Liner         |                   | Sannomiya (P01)              | Boeki Center (P02)            |

(Tōkaidō-lijn<<) · Ōsaka · Tsukamoto · Amagasaki · Tachibana · Koshienguchi · Nishinomiya · Sakura-Shukugawa · Ashiya · Konan-Yamate · Settsu-Motoyama · Sumiyoshi · Rokkomichi · Nada · Sannomiya · Motomachi · Kōbe · Hyōgo · Shin-Nagata · Takatori · Suma-Kaihinkōen · Suma · Shioya · Tarumi · Maiko · Asagiri · Akashi · Nishi-Akashi · Okubo · Uozumi · Tsuchiyama · Higashi-Kakogawa · Kakogawa · Hoden · Sone · Himeji-Bessho · Gochaku · Himeji · (>>Sanyō-lijn) 

Wadamisaki-lijn: Hyōgo · Wadamisaki